# Фабианич, Донато
Донато Фабианич (1808, Задар — 1890) — далматский францисканец, церковный историк, филолог и писатель; занимался исследованием истории письменности далматинской и вообще южнославянской, а также историей христианства и монастырей в Далмации и историей францисканства. Кроме этого написал несколько биографий известных жителей родного города Задара. 
Его главные труды: «Alle ceneri ed alla memoria di N. Giaxich» (Задр, 1851), "Viaggio sul monte Vellebich (Задар, 1841), «Memorie storicho letterarie di alcuni Convenu della Dalmazia» (Венеция, 1843); «Alcuni cenni sulle scienze e lettere dei secoli passati in Dalmazia» (там же, 1843); «Patriotti illustri» (там же, 1843).